# Aardbeving Sumatra mei 2010
De aardbeving bij Sumatra op 9 mei 2010 vond plaats om 05:59:42 UTC. Het epicentrum lag op 215 kilometer ten noordwesten van Banda Atjeh en 630 kilometer ten westen van de Maleisische hoofdstad Kuala Lumpur. De kracht bedroeg 7,2 op de schaal van Richter. Het hypocentrum lag op een diepte van 45 kilometer.